# 1977年の相撲
1977年の相撲（1977ねんのすもう）は、1977年の相撲関係のできごとについて述べる。

## 大相撲

### できごと
- 1月9日 - 1月場所初日。入場料（17.7%）値上げ[1][2]。
- 1月16日 - 1月場所8日目に皇太子一家が観戦[1][2]。
- 1月26日 - 3月場所の番付編成会議で、若三杉壽人の大関昇進、魁傑將晃の大関復帰を決定[3][2]。
- 1月 - 元関脇栃東引退、年寄玉ノ井襲名[2]。
- 2月10日～11日 - 第1回日本大相撲トーナメントが行われ、北の湖が優勝[4]。
- 3月4日 - 不知火親方（元前頭筆頭八方山）死去、59歳[4][2]。
- 3月20日 - 3月場所8日目、伊勢ヶ濱親方（元横綱照國）が理事会出席後心筋梗塞で死去、58歳（4月8日従五位勲四等旭日小綬章。4月22日伊勢ヶ濱親方協会葬）[5][2]。
- 3月28日 - 千賀ノ浦親方(元大関栃光)死去、43歳[6][2]。
- 4月7日 - 元大関清国（楯山）が伊勢ヶ濱部屋継承[6][2]。
- 5月15日 - 5月場所8日目に昭和天皇、皇后観戦[6][2]。
- 5月15日 - 元大関大受引退、年寄楯山襲名[6][2]。
- 5月 - 元前頭4枚目白田山引退、年寄谷川襲名[2]。
- 6月12日 - 力士運動会が11年ぶりに日本大学グラウンドで開催[6]。
- 7月17日 - 大相撲7月場所千秋楽。三賞受賞者が鷲羽山（技能賞）1人のみとなり、三賞制度が制定以来初の出来事となった[6][2]。
- 夏巡業が6年ぶりに2班編成で行われた。
- 9月2日 - 元関脇信夫山死去、52歳[6][2]。
- 9月22日 - 9月場所12日目で大関魁傑が負け越し、2度目の大関陥落が決定[2]。
- 9月26日 - 理事会で23代式守伊之助が27代木村庄之助に、木村正直が24代式守伊之助に昇格が決定[7][2]。
- 10月29日 - 九重親方（元横綱千代の山）死去、51歳[7][2]。
- 10月31日 - 新九重部屋誕生。井筒（元横綱北の富士）が九重を襲名し、北瀬海ら11人が移り合併[7][2]。
- 11月 - 力士褒賞金を50%上げる。金星は15円、行司の定員を45人以内から40人以内に減らし、床山は35人から40人以内に増やした。行司、床山の採用年齢を18歳から19歳とした[2]。
- 11月26日 - 宮城野親方（元横綱吉葉山）死去、57歳（12月13日従五位勲四等旭日小綬章。12月23日宮城野親方協会葬）[7][2]。
- 12月1日 - 元小結廣川の東関が宮城野部屋継承[7][2]。
- 12月 - 君ヶ濱（元鶴ヶ嶺）は井筒に名跡変更。井筒部屋は時津風一門に復帰する[7][2]。

### 本場所
- 一月場所（蔵前国技館・9日～23日）
幕内最高優勝 : 輪島大士（13勝2敗,10回目）
　殊勲賞-若三杉、敢闘賞-魁傑
十両優勝 : 琴ヶ嶽綱一（10勝5敗）
- 三月場所（大阪府立体育館・11日～25日）
幕内最高優勝 : 北の湖敏満（15戦全勝,8回目）
　敢闘賞-金城、技能賞-北瀬海
十両優勝 : 琴乃富士太喜（14勝1敗）
- 五月場所（蔵前国技館・8日～22日）
幕内最高優勝 : 若三杉寿人（13勝2敗,初）
　殊勲賞-黒姫山、敢闘賞-栃赤城、技能賞-鷲羽山
十両優勝 : 出羽の花義貴（11勝4敗）
- 七月場所（愛知県体育館・3日～17日）
幕内最高優勝 : 輪島大士（15戦全勝,11回目）
　技能賞-鷲羽山
十両優勝 : 大錦一徹（11勝4敗）
- 九月場所（蔵前国技館・11日～25日）
幕内最高優勝 : 北の湖敏満（15戦全勝,9回目）
　殊勲賞-高見山、敢闘賞-豊山、技能賞-荒瀬
十両優勝 : 千代櫻輝夫（11勝4敗）
- 十一月場所（九電記念体育館・13日～27日）
幕内最高優勝 : 輪島大士（14勝1敗,12回目）
　殊勲賞-琴風、敢闘賞-隆ノ里、技能賞-大潮
十両優勝 : 玉輝山正則（11勝4敗）
- 年間最優秀力士賞：輪島大士（75勝15敗）
- 年間最多勝：北の湖敏満（80勝10敗）

## 誕生
- 1月16日 - 大真鶴健司（最高位：前頭16枚目、所属：朝日山部屋）[8]
- 4月15日 - 聡ノ富士久志（現役力士：伊勢ヶ濱部屋)
- 4月17日 - 木村千鷲（十両格行司、所属：出羽海部屋）
- 5月26日 - 芳東洋（現役力士、所属：玉ノ井部屋）[9]
- 6月14日 - 栃不動周二（最高位：十両12枚目、所属：春日野部屋）[10]
- 6月15日 - 若兎馬裕三（最高位：前頭11枚目、所属：押尾川部屋→尾車部屋）[11]
- 6月17日 - 悟（十両呼出、所属：荒磯部屋→松ヶ根部屋→二所ノ関部屋→放駒部屋）
- 6月18日 - 琉鵬正吉（最高位：前頭16枚目、所属：立田川部屋→陸奥部屋）[12]
- 7月1日 - 春日王克昌（最高位：前頭3枚目、所属：春日山部屋）[13]
- 7月10日 - 鳥羽の山喜充（最高位：前頭13枚目、所属：出羽海部屋）[14]
- 7月28日 - 雅山哲士（最高位：大関、所属：武蔵川部屋→藤島部屋、年寄：二子山）[15]
- 8月25日 - 琴春日桂吾（最高位：前頭7枚目、所属：佐渡ヶ嶽部屋）[16]
- 9月13日 - 床武（一等床山、所属：武蔵川部屋→藤島部屋）
- 9月15日 - 玉乃島新（最高位：関脇、所属：片男波部屋、所属：放駒）[17]
- 9月21日 - 床桑（一等床山、所属：入間川部屋→雷部屋）
- 10月18日 - 若天狼啓介（最高位：十両2枚目、所属：間垣部屋）[18]
- 10月22日 - 皇牙篤（最高位：十両6枚目、所属：高砂部屋）[19]
- 10月31日 - 北勝力英樹（最高位：関脇、所属：九重部屋→八角部屋、年寄：谷川）[14]
- 12月14日 - 旭南海丈一郎（最高位：前頭16枚目、所属：大島部屋）[20]
- 12月10日 - 木村吉二郎（十両格行司、所属：放駒部屋→芝田山部屋）
- 12月21日 - 須磨ノ富士茂雄（最高位：十両9枚目、所属：中村部屋）[21]
- 12月25日 - 木村勘九郎（十両格行司、所属：北の湖部屋→山響部屋）

## 死去
- 1月5日 - 竹旺山友久（最高位：前頭16枚目、所属：山分部屋、* 1921年【大正10年】）[22]
- 3月4日 - 八方山主計（最高位：前頭筆頭、所属：出羽海部屋、年寄：不知火、* 1917年【大正6年】）[23]
- 3月20日 -  照國萬藏（第38代横綱、所属：伊勢ヶ濱部屋、年寄：伊勢ヶ濱、* 1919年【大正8年】）[24]
- 3月28日 - 栃光正之（最高位：大関、所属：春日野部屋、年寄：千賀ノ浦、* 1933年【昭和8年】）[25]
- 4月18日 - 黒瀬川進（最高位：十両5枚目、所属：谷川部屋→伊勢ヶ濱部屋→荒磯部屋、* 1924年【大正13年】）
- 4月19日 - 一乃矢藤太郎（最高位：前頭4枚目、所属：春日野部屋、* 1937年【昭和12年】）[26]
- 4月22日 - 梅錦寅之介（最高位：前頭20枚目、所属：高島部屋、* 1926年【大正15年】）[27]
- 5月4日 - 土州山好一郎（最高位：前頭4枚目、所属：二子山部屋→中立部屋→二子山部屋、* 1904年【昭和37年】）[28]
- 6月8日 - 起雲山世志介（最高位：前頭19枚目、所属：追手風部屋、* 1932年【昭和7年】）[29]
- 9月2日 - 信夫山治貞（最高位：関脇、所属：小野川部屋→陣幕部屋→小野川部屋、* 1925年【大正14年】）[30]
- 10月29日 - 千代の山雅信（第41代横綱、所属：出羽海部屋、年寄：九重、* 1926年【大正15年】）[31]
- 11月26日 - 吉葉山潤之輔（第43代横綱、所属：高島部屋、年寄：宮城野、* 1920年【大正9年】）[32]

## その他
- 9月、増位山太志郎のシングル「そんな女のひとりごと」が発売。ロングセラーとなり、力士出身の歌手として歴代最高の累計130万枚を記録した。